# 保利娜·戴维斯-汤普森
保利娜·戴维斯-汤普森（英語：Pauline Davis-Thompson，1966年7月9日—），旧姓戴维斯（Davis），巴哈马女子田径运动员。她曾代表巴哈马参加1984年、1988年、1992年、1996年和2000年夏季奥林匹克运动会田径比赛，获得二枚金牌和一枚银牌。